# Fa' la cosa giusta
Fa' la cosa giusta (Do the Right Thing) è un film del 1989 scritto, prodotto, diretto e interpretato da Spike Lee.
Interpretato da un cast corale, il film si concentra sull'esplosione delle tensioni razziali di un quartiere di Brooklyn nel corso di una giornata particolarmente calda. Considerato uno dei migliori film del regista afroamericano, alla sua uscita suscitò molte polemiche: per alcuni critici, infatti, il film istigava i giovani afroamericani dei quartieri popolari alla rivolta. Venne comunque candidato a due premi Oscar, per la miglior sceneggiatura originale e il miglior attore non protagonista (Danny Aiello).
Il brano Fight the Power dei Public Enemy, parte della colonna sonora del film e dal testo fortemente critico verso elementi della società statunitense come il capitalismo, l'influenza dei mass media e il fallimento dell'integrazione razziale, ottenne un gran successo. Lee ne diresse anche il videoclip.
Nel 1999 è stato scelto per la conservazione nel National Film Registry della Biblioteca del Congresso degli Stati Uniti. Nel 2007, l'American Film Institute l'ha inserito al novantaseiesimo posto della classifica dei cento migliori film americani di tutti i tempi (nella classifica originaria del 1998 non era presente). Nel 2022 un sondaggio tra critici cinematografici condotto dalla rivista Sight & Sound ha visto il film al 24º posto dei più belli di ogni tempo.

## Trama
Brooklyn. Sal è un italo-americano che gestisce una pizzeria insieme ai figli Pino e Vito. Sal e i suoi figli sono gli unici abitanti bianchi del quartiere; di fronte alla loro pizzeria c'è un fruttivendolo coreano e la loro clientela è soprattutto afroamericana. Anche il loro garzone è afroamericano, e si chiama Mookie. Il ragazzo è fidanzato con Tina (da cui ha avuto anche un figlio), una ragazza portoricana che vive con la propria madre. Mookie si trova in grande difficoltà: il lavoro di consegna delle pizze non gli permette di essere autonomo e dunque lo costringe a vivere nell’appartamento della sorella minore, Jade. Per questo motivo Tina, seppur innamorata di lui, lo rimprovera spesso, in quanto il ragazzo non è in grado di mantenere lei ed il loro bambino.
Altri personaggi particolari del quartiere sono il "Sindaco", un anziano afroamericano alcolizzato maltrattato da tutti, che parla con chiunque; "Mother Sister", un'anziana signora che osserva dalla propria finestra tutto il viavai del quartiere; "Radio Raheem", un giovane afroamericano robusto, che se ne va in giro tutto il giorno con uno stereo sulle spalle che suona a tutto volume Fight the Power; e Smiley, un ragazzo balbuziente che cerca di vendere a tutti delle immagini di Martin Luther King e di Malcolm X.
Nella pizzeria di Sal un giorno arriva "Buggin Out", un ragazzo con velleità da attivista politico, che accusa il titolare di essere razzista perché non ha nemmeno una fotografia di un afroamericano affissa all'interno del proprio locale; ma un'intera bacheca con foto di celebrità italiane ed italo-americane. Maltrattato e cacciato via da Sal, Buggin Out medita vendetta e cerca allora di convincere gli altri ragazzi del quartiere a non servirsi più da lui, ma nessuno lo ascolta, perché a tutti piace la pizza di Sal, e in fondo non ci vedono nulla di strano se lui, da italiano, ha solo immagini di suoi connazionali all'interno della sua attività. Anche Mookie e Pino si confrontano sulla questione razziale, dopo che quest'ultimo ha accusato Mookie di essere uno sfaccendato: Pino, messo alle strette da Mookie poiché i suoi personaggi preferiti sono Magic Johnson, Eddie Murphy e Prince, sostiene che questi sono così in gamba da essere "più che neri".
La sera, a chiusura ormai avvenuta, Sal fa entrare comunque nel locale alcuni ragazzi del quartiere che chiedevano di mangiare. Poco dopo entrano anche Buggin Out e Radio Raheem, pronti a mettere in pratica il boicottaggio del locale d'accordo con Radio Raheem: quest'ultimo, entrato dopo di loro, piazza su di un tavolo il suo stereo ad alto volume, per provocare Sal. Il pizzaiolo, molto stressato, gli chiede di spegnere lo stereo, ma Radio Raheem rifiuta e lo provoca ulteriormente alzando al massimo il volume; Sal, in preda all'ira, copre di insulti razziali il ragazzo, suscitando l'indignazione di tutti i ragazzi presenti, poi prende una mazza da baseball e sfascia lo stereo. Dopo un primo momento di stupore, Radio Raheem, in preda ad un raptus di rabbia, salta addosso a Sal e tenta di strangolarlo. Pino e Vito tentano di difendere il padre, mentre i clienti incitano Radio Raheem. A seguito della rissa, interviene la polizia, che irrompe nel locale di Sal: è necessario un gran numero di agenti per immobilizzare e portar fuori Radio Raheem, che continua a dimenarsi; poco dopo, il giovane, immobilizzato a forza per il collo con un manganello, continuando ad agitarsi forsennatamente per liberarsi, muore strangolato.
La gente del quartiere si raduna di fronte alla pizzeria, osservando il cadavere di Radio Raheem. Mookie, che all'interno del locale non è intervenuto per sedare gli animi per la paura di perdere il posto di lavoro, è uscito ed osserva la scena impietrito. Improvvisamente, afferra un bidone della spazzatura, quindi lo scaglia contro la vetrina della pizzeria, mandandola in frantumi. Questo gesto scatena la violenza dei presenti: tutti sembrano impazziti, ed entrano nel negozio distruggendolo e dandogli fuoco. Smiley, soddisfatto, appende alle pareti della pizzeria distrutta le fotografie di Malcolm X e di Martin Luther King.
La mattina seguente Mookie si reca a quel che rimane del negozio, e vi trova Sal disperato, il quale lo accusa di essere il responsabile e lo insulta ripetutamente. Nonostante ciò, Mookie mantiene il controllo e gli chiede i soldi che gli deve per l’ultima settimana di lavoro, 250 dollari. Sal, dopo un dialogo acceso, gliene tira addosso 500: il giovane inizialmente gliene restituisce 200, ma alla fine prende tutto il denaro e si allontana, alla ricerca di un nuovo lavoro. Il film si chiude con due lunghe citazioni di Martin Luther King e di Malcom X sulla violenza come strumento di risoluzione delle ingiustizie.

## Produzione
Spike Lee scrisse per la prima volta il titolo del film il 25 dicembre 1988, sul suo diario. Lee aveva cercato di girare un film intitolato Heatwave (Ondata calda), ambientato nella giornata più calda dell'anno. Lee si domandò cosa sarebbe successo se un afroamericano fosse stato assassinato dalla polizia proprio in quella giornata. Riscrivendo la sceneggiatura il regista si ispirò a fatti di violenza contro afroamericani realmente accaduti. Inoltre Lee voleva girare un film che si svolgesse nel giro di ventiquattro ore.
Il regista scrisse la prima stesura della sceneggiatura in dodici giorni. Il film fu prodotto dalla casa di produzione del regista, la 40 Acres & a Mule Filmworks. Per la distribuzione del film Lee pensava alla Paramount Pictures, ma lo studio, letta la sceneggiatura, impose di cambiare il finale. Lee rifiutò e propose il copione alla Touchstone Pictures, che però lo rifiutò. Alla fine il copione arrivò alla Universal Pictures, che distribuì il film.
Lee sperava di avere a disposizione un budget di dieci milioni di dollari, ma la Universal arrivò a sei milioni e cinquecentomila dollari. Per risparmiare sui costi la Universal propose al regista di girare a Baltimora o a Filadelfia, con una troupe non iscritta al sindacato, ma Lee voleva girare a tutti i costi a Brooklyn, e dopo varie trattative ci riuscì.

### Cast
Inizialmente Spike Lee avrebbe voluto Robert De Niro per il ruolo di Sal, Laurence Fishburne per il ruolo di Radio Raheem e Matt Dillon per il ruolo di Pino, ma nessuno di essi accettò. De Niro disse che il personaggio di Sal era troppo simile ad altri che aveva interpretato. A Fishburne non piaceva il copione, mentre per quanto riguarda Matt Dillon fu il suo agente a sconsigliargli la parte.
Lee scelse Danny Aiello per la parte di Sal subito dopo averlo incontrato, consigliato da De Niro. Aiello gli disse: «Spike, tu sei la persona più di sinistra che conosca, io sono bianco, italiano e di destra. Cosa mai potremmo fare di buono, io e te insieme?». In seguito Aiello dichiarò che Lee l'aveva scelto anche per il fatto di essere un buon giocatore di baseball.
Lee scelse per sé il ruolo di Mookie, colui che dà il via alla rivolta, e scelse la sorella Joie per il ruolo di Jade. Per quanto riguarda il ruolo di Tina, la ragazza portoricana di Mookie, Lee incontrò in un nightclub di Los Angeles una ballerina, Rosie Perez. Al loro primo incontro la Perez non rimase molto colpita da Spike Lee, e rifiutò la sua offerta, poiché non aveva nessuna intenzione di diventare un'attrice. Lee continuò ad insistere, a ripeterle che era il destino che li aveva fatti incontrare, e finalmente la Perez accettò la parte. Letto il copione, rimase molto colpita dal linguaggio dei personaggi, perché si esprimevano come lei.
La parte di Smiley fu scritta appositamente per Roger Guenveur Smith, che chiedeva un ruolo nel film e ideò il personaggio che vendeva immagini di Malcolm X e Martin Luther King.

### Riprese
Le riprese del film iniziarono il 18 luglio 1988 e terminarono il 9 settembre dello stesso anno. Il budget era di 6500000 $.
Le location furono i quartieri Bedford-Stuyvesant (dove Lee aveva girato la sua tesi di laurea, Joe's Bed-Stuy Barbershop: We Cut Heads), a Brooklyn. Per quasi due mesi, quindi, la troupe si appropriò di un intero quartiere. La maggior parte degli abitanti reagì con curiosità a quell'"invasione di campo", anche se ci furono isolate lamentele. Alcuni abitanti del quartiere parteciparono attivamente alla realizzazione del film, come un operaio disoccupato e un ragazzo che diventò l'autista di Spike Lee.
Per quanto riguarda la protezione del set, Lee prese una decisione inconsueta, rifiutando l'aiuto della polizia e rivolgendosi ai vigilantes del Fruit of Islam, ossia il reparto sicurezza della Nation of Islam, il movimento separatista di Louis Farrakhan. L'arrivo del FoI allontanò gli spacciatori, che sparirono dal quartiere fino alla fine delle riprese.
Rosie Perez non restò molto soddisfatta delle riprese, poiché Spike Lee le faceva ripetere la scena iniziale, in cui balla al ritmo di Fight the Power, molte volte, tanto che alla fine dovette camminare con l'aiuto delle stampelle. Inoltre la Perez era imbarazzata a causa della lunga scena di sesso tra lei e Spike Lee, durante la quale il regista, nei panni di Mookie, le accarezza con un cubetto di ghiaccio tutto il corpo. La Perez trovò la scena molto sessista. Il direttore della fotografia Ernest Dickerson ha dichiarato che per quella scena promosse la sua apprendista primo operatore, così durante le riprese della scena erano presenti solo lui, Spike Lee, la Perez e l'apprendista. Ma nonostante questo la Perez era sconvolta, e alla fine si mise a piangere. A questo punto Dickerson mise fine alla ripresa della scena, poiché il materiale era già buono.
Lee ebbe dei battibecchi anche con Giancarlo Esposito, che non gradiva come era scritta la scena in cui Buggin Out litiga con John Savage, che interpreta un ragazzo bianco reo di avergli sporcato le scarpe da basket nuove di zecca. Lee ascoltò i suoi suggerimenti, ma alla fine diresse la scena così come l'aveva scritta.
Numerosi furono i diverbi con Danny Aiello, che non voleva usare il termine nigger poiché non era mai stato razzista. Durante la sequenza della rissa nella pizzeria, Aiello si rifiutò di farsi lanciare oltre il bancone, in una sequenza che avrebbe voluto citare le liti dei western. Dopo la fine delle riprese, in un'intervista alla rivista Film Comment, Aiello sostenne che la parte di Sal l'aveva riscritta lui.
John Turturro si sentiva intimidito e imbarazzato, poiché il suo era il personaggio più razzista del film. Durante le prove le sue battute quasi le sussurrava, tanto era l'imbarazzo e la paura di offendere il resto del cast. Via via si sciolse, ma c'era soprattutto una ragazza che non gli rivolgeva mai la parola.
Durante la post-produzione la scena finale del film, che aveva causato la rottura con la Paramount, causò nuovamente dei problemi con la Universal, che era molto preoccupata. Non volevano assolutamente che Mookie andasse via dopo aver preso i soldi di Sal. Lee fu irremovibile: «A Mookie interessano solo i soldi. Il denaro è il suo Dio. Sal glieli getta in faccia, e se Mookie avesse avuto un po' di rispetto per sé stesso non li avrebbe mai raccolti. Ma lui pensa solo ai soldi, quindi li prende». Ma la Universal insisteva, così a Barry Alexander Brown, il montatore del film, venne l'idea della foto che ritrae insieme Malcolm X e Martin Luther King e le due citazioni. Quella foto, prima dell'uscita del film, era quasi sconosciuta, in seguito divenne un'icona.

## Colonna sonora
La colonna sonora del film contiene i seguenti brani:
1. Fight the Power (Public Enemy)
2. Don't Shoot Me (Take 6)
3. Can't Stand It (Steel Pulse)
4. Tu y Yo (Rubén Blades)
5. Why Don't We Try (Keith John)
6. Hard to Say (Lori Pelly e Gerald Alston)
7. Party Hearty (EU)
8. Prove to Me (Perri)
9. Feel So Good (Perri)
10. My Fantasy (Teddy Riley)
11. Never Explain Love (Al Jarreau)
12. WE LOVE Radio Jingles (Take 6)
13. Lift Every Voice and Sing (James Weldon Johnson e Rosamond Johnson)

## Distribuzione
Fa' la cosa giusta venne presentato in anteprima alla 42a edizione del Festival di Cannes il 19 maggio 1989, in concorso per la Palma d'oro. Venne distribuito nelle sale cinematografiche statunitensi da Universal Pictures a partire dal 21 luglio dello stesso anno.

## Accoglienza

### Incasso
Il film incassò complessivamente 28 milioni di dollari negli Stati Uniti e circa 10 milioni nel resto del mondo.
Nonostante fosse all'epoca il miglior incasso di sempre per un suo film, il regista non fu soddisfatto del risultato, dando la colpa alle troppe critiche negative: «tutta quella pubblicità negativa ci ha danneggiati. Il pubblico bianco si è spaventato e non è andato a vedere il film».

### Critica
La critica cinematografica accolse il film con grandi polemiche: i critici delle riviste New York, TIME e USA Today dichiararono che Fa' la cosa giusta era una vera e propria provocazione, che incitava disordini presso la comunità afroamericana. USA Today arrivò a definire il film «un gossip comunista», e molte trasmissioni televisive aprirono dei dibattiti sul film.
La rivista francese Première scrisse che una volta visto il film era difficile dimenticarlo. In Europa Fa' la cosa giusta fu accolto con più calore, rispetto agli Stati Uniti. Molti furono i critici che fecero riferimento al presunto errore della giuria di Cannes di non aver assegnato la Palma d'oro al film di Lee, che fu definito come l'unico vero film shock dell'edizione di quell'anno. Lo stesso Lee non nascose il suo risentimento verso Wim Wenders, presidente della giuria in quell'edizione, dichiarando alla stampa: «A casa ho una mazza da baseball, e sopra c'è scritto il nome di Wim Wenders».
Durante la cerimonia di premiazione degli Oscar, il 26 marzo 1990, Kim Basinger, mentre presentava una clip de L'attimo fuggente, candidato all'Oscar al miglior film, smise di leggere il discorso per lamentarsi della mancata nomination per Fa' la cosa giusta: «Il miglior film dell'anno, Fa' la cosa giusta, non è in elenco», disse.
Subito dopo le riprese del film ci furono infinite polemiche per un'intervista rilasciata da Professor Griff, uno dei componenti dei Public Enemy, al Washington Post. Nell'intervista Professor Griff attaccava gli ebrei, ritenendoli «responsabili di gran parte della malvagità del mondo. Sono gli ebrei che finanziano gli esperimenti sull'AIDS, condotti sui neri in Africa». L'intervista preoccupò molto i dirigenti della Universal, poiché la canzone Fight the Power aveva, anche dal punto di vista dei contenuti, un'importanza fondamentale nel film. Spike Lee telefonò più volte a Chuck D, altro componente del gruppo, per cercare di capire cosa fosse accaduto. Questo fu uno dei motivi per i quali Professor Griff fu espulso dalla band, anche se in seguito il cantante sostenne che le sue parole furono estrapolate dal contesto.
Lee fu criticato anche per aver "nascosto" il problema della droga nel film. Il regista si difese affermando: «Questo è un film sul razzismo. Le droghe sono un problema troppo grande per condividere lo stesso spazio di un film sul razzismo».

## Riconoscimenti
- 1990 - Premio Oscar
  - Candidatura per il miglior attore non protagonista a Danny Aiello
  - Candidatura per la migliore sceneggiatura originale a Spike Lee
- 1990 - Golden Globe
  - Candidatura per il miglior film drammatico
  - Candidatura per il migliore regia a Spike Lee
  - Candidatura per il miglior attore non protagonista a Danny Aiello
  - Candidatura per la migliore sceneggiatura a Spike Lee
- 1989 - Festival di Cannes
  - In concorso per la Palma d'oro
- 1989 - Chicago Film Critics Association Award
  - Miglior film
  - Migliore regia a Spike Lee
  - Miglior attore non protagonista a Danny Aiello
- 1989 - Los Angeles Film Critics Association Award
  - Miglior film
  - Migliore regia a Spike Lee
  - Miglior attore non protagonista a Danny Aiello
  - Miglior colonna sonora a Bill Lee
- 1989 - New York Film Critics Circle Award
  - Migliore fotografia a Ernest Dickerson

## Riferimenti politico-culturali
- Lo spunto del film deriva da alcuni fatti realmente accaduti: una rivolta ad Harlem avvenuta negli anni ottanta, l'uccisione da parte di otto poliziotti bianchi di un uomo di colore e, soprattutto, il cosiddetto Howard Beach Incident, ossia il pestaggio da parte di alcuni giovani bianchi ai danni di tre afro-americani, con l'ausilio di mazze da baseball e tirapugni, davanti a una pizzeria; uno di loro venne inseguito fino all'autostrada, dove morì investito da un'auto, scatenando la dura reazione della comunità afro-americana.[1]
- In alcune sequenze del film appare il graffito Tawana told the truth! (Tawana ha detto la verità!), riferimento al caso della quindicenne Tawana Brawley, una ragazza afroamericana presunta vittima di un rapimento e stupro da parte di un gruppo di uomini bianchi, alcuni dei quali portavano distintivi della polizia. Gli esami medici però non rilevarono alcun segno di violenza sul corpo della ragazza.[4]
- Spike Lee rese omaggio a Mike Tyson, commissionando un enorme murales che raffigurava il pugile, e che appare di fronte alla pizzeria di Sal.
- Molti sono i riferimenti e le citazioni tratti dall'Autobiografia di Malcolm X, e dai discorsi di Martin Luther King. Oltre alle citazioni finali, infatti, l'autobiografia di Malcolm X viene chiamata in causa nella scena del fruttivendolo coreano, che per evitare la distruzione del suo negozio durante la rivolta finale urla alla folla «Sono anch'io un nero!». Questo è un chiaro riferimento al racconto che fa Malcolm X nella sua autobiografia, quando durante una rivolta tutti risero guardando un cartello appeso in un negozio cinese, su cui vi era scritto: «Me colored too».
- Su una parete del locale di Sal "Wall of Fame", sono presenti cornici rappresentanti volti famosi della cultura italo-americana; si intravedono le foto degli attori Robert De Niro, Al Pacino e John Travolta, i cantanti Frank Sinatra e Liza Minnelli, il tenore Luciano Pavarotti e l'attrice Sophia Loren.
- L'omicidio del personaggio di Radio Raheem, che muore strangolato dalla polizia con una presa alla gola, era basato sull'omicidio di una persona reale avvenuto qualche anno prima della realizzazione del film. Si trattava di un graffitaro che si chiamava Michael Stewart e che era stato strangolato dal dipartimento dei trasporti della polizia di New York nel 1983.[8][9]

## Collegamenti ad altri film
- Radio Raheem sulla maglietta ha scritto "Bed-Stuy", chiaro riferimento al cortometraggio diretto da Spike Lee intitolato Joe's Bed-Stuy Barbershop: We Cut Heads.
- I due pugni di ferro placcati in ottone, che riproducono lo scritte "hate" e "love", sono un riferimento ai due tatuaggi che Robert Mitchum portava sul dorso delle mani in La morte corre sul fiume, diretto da Charles Laughton nel 1955.
- Pino menziona duramente Il pianeta delle scimmie dicendo a Sal di sentirsi bloccato in quel film ogni giorno al lavoro quando vede la gente di colore.
- La prima parola che dice Mister Señor Love Daddy è «Wake Up!» (Svegliatevi!), la stessa parola che chiude Aule turbolente, diretto da Lee nel 1988.
- Il bambino che riceve dei soldi dal "Sindaco" per comprargli una lattina di birra, indossa una maglietta con la scritta Da Butt. In Aule turbolente, Da Butt è il titolo di una canzone che fa da sottofondo a una scena musicale.
- In Jungle Fever, diretto da Lee nel 1991, in una sequenza un uomo legge un giornale che titola Do the Right Thing.
- In Inside Man, diretto da Lee nel 2006, in una scena si intravede la scritta Sal's sul cartone di una pizza.